# Pingasa acutangula
Pingasa acutangula là một loài bướm đêm trong họ Geometridae.